# Zalessovski
Zalessovski (en rus: Залесовский) és un poble (un possiólok) de l'óblast de Kurgan, a Rússia, que en el cens del 2010 tenia 320 habitants. Pertany al districte de Ketovo.